# كفر شمارة
كفر شمارة إحدى قرى مركز زفتى التابع لمحافظة الغربية بجمهورية مصر العربية.

## التاريخ
تكون الكفر سنة 1228 هـ ثم ألغي سنة 1271 هـ وأضيف زمامه إلى دمنهور الوحش، أعيد تكوين الكفر من الناحية الإدارية سنة 1900 وفصل من الناحية المالية سنة 1936 وجعل له زمام من أراضي دمنهور الوحش وكفر دمنهور وكفر الجنيدي.

## السكان
بلغ عدد سكان كفر شمارة 1450 نسمة حسب تقدير عام 2018.
| السنة  | 1907 | 1947 | 1960 | 1976 | 1986 | 1996 | 2006  | 2018 |
| ------ | ---- | ---- | ---- | ---- | ---- | ---- | ----- | ---- |
| القرية | 1188 | 1074 | 925  | 889  | 1106 | 1024 | 1,204 | 1450 |